# 네덜란드 개혁교회

네덜란드 교회의 역사

네덜란드 개혁교회(Gereformeerde Kerken in Nederland)는 네덜란드 기독교 가운데서 두번째로 큰 개혁교회의 교단이었다. 1892년이후 화란 개혁교회(Dutch Reformed Church)와 함께 오다가 2004년 네덜란드 프로테스탄트교회(Protestant Church in the Netherlands)로 병합되었다. 신학적으로는 신 칼빈주의 노선에 있었다. 아브라함 카이퍼, 헤르만 바빙크,  베르까우어(Gerrit Cornelis Berkouwer, 1903-1996), 그리고 해리 M. 쿠테르트(Harry M. Kuitert, 1924-2017)와 같은 신학자들이 있었다.  화란 개혁교회와 분립 요인 중에 하나였던 여성안수를 현재는 허용하는 교단이다.

## 같이 보기
- 화란 개혁교회
- 네덜란드 프로테스탄트교회